# Rogério Mücke Ceni
Rogério Mücke Ceni   (Pato Branco, 22 de gener de 1973) és un futbolista brasiler que juga de porter al São Paulo FC.
Actualment és el porter més golejador de la història amb 131 gols, per sobre del paraguaià José Luis Chilavert, que va marcar 62 gols.

## Trajectòria

### Sinop FC
Va debutar com a futbolista l'any 1990 al Sinop FC, al final de temporada l'equip va guanyar el Campionat Matogrossense.

### São Paulo FC
Després de guanyar el Campionat Matogrossense amb el Sinop FC fitxa pel São Paulo FC.
És suplent al São Paulo FC fins que el 1997 assumeix la titularitat. Amb l'equip tricolor fins ara ha aconseguit 5 Campionat paulista, 4 Campionat brasiler de futbol, 1 Torneig Rio-São Paulo, 3 Copa Libertadores, 2 Copes Intercontinentals, 2 Recopa Sudamericana, 1 Supercopa Sudamericana, 1 Copa Conmebol, 1 Copa Master de la Confederació Sud-americana de Futbol i 1 Copa Mundial de Clubs.
El dia 27 de març de l'any 2011 en un partit contra el SC Corinthians, va marcar el gol 100 de la seva carrera amb un llançament de falta directe, el partit va acabar amb un resultat de 2-1.

### Selecció nacional
Amb la canarinha Rogério Ceni ha jugat 17 partits i ha participat en els Mundials del 2002 i del 2006.